# Volvo S40/V40
| Sterne im Euro-NCAP-Crashtest | Vier Sterne im Euro-NCAP-Crashtest |

Volvo S40/V40 sind Modellbezeichnungen für eine Pkw-Modellserie des schwedischen Automobilherstellers Volvo, die von Herbst 1995 bis Mitte 2004 produziert wurde.

## Allgemeines
Die Modelle S40 und V40 sind Fahrzeuge der Unteren Mittelklasse von Volvo und lösten ab Anfang 1996 die beiden Typen 440 und 460 ab. Zunächst erschien im September 1995 die Stufenhecklimousine S40. Der ansonsten baugleiche Kombi V40 wurde im Januar 1996 eingeführt.
Nachdem Volvo Anteile an der niederländischen NedCar an die Mitsubishi Motors Corporation verkauft hatte, einigte man sich auf ein Gemeinschaftsprojekt. Auf dieser Plattform wurde der Mitsubishi Carisma und Volvo S/V40 entwickelt. Beide Modelle wurden im niederländischen Werk in Born produziert. Die Volvo S/V40 von 1998 und 2000 wurden auch als CKD-Bausätze von der Swedish Motor Corporation in Botswana montiert.
Die Kooperation mit Mitsubishi wurde mit dem Auslauf des jeweiligen Modells beendet. Der S40 wurde Anfang 2004 vom gleichnamigen Nachfolger abgelöst. Der Nachfolger des V40 folgte im Frühjahr 2004 und erhielt die Modellbezeichnung Volvo V50.
Die S/V40 Modellreihe verfügte Volvo-typisch über eine umfangreiche Sicherheitsausstattung. Neben Front- und Seitenairbags wurden ab dem Facelift zusätzlich auch Kopfairbags angeboten. Antriebsschlupfregelung DSA sowie ein Antiblockiersystem waren serienmäßig vorhanden. Bei der ersten Durchführung des Euro-NCAP-Crashtestes 1997 erhielt ein S40 als erstes Modell überhaupt vier Sterne.
Alle S40/V40 verfügten über Vorderradantrieb und ein Fünfgangschaltgetriebe. Auf Wunsch war für bestimmte Ottomotoren auch ein Automatikgetriebe erhältlich.

### Design
Das Design leitete bei Volvo eine neue Formensprache ein und distanzierte sich als erstes Modell von der bekannten Kastenform. Die ausgeprägte Schulterlinie ist ein Merkmal der älteren Volvo-Modelle (wie dem 240) und sollte in kommenden Modellgenerationen zum neuen Markenzeichen werden.

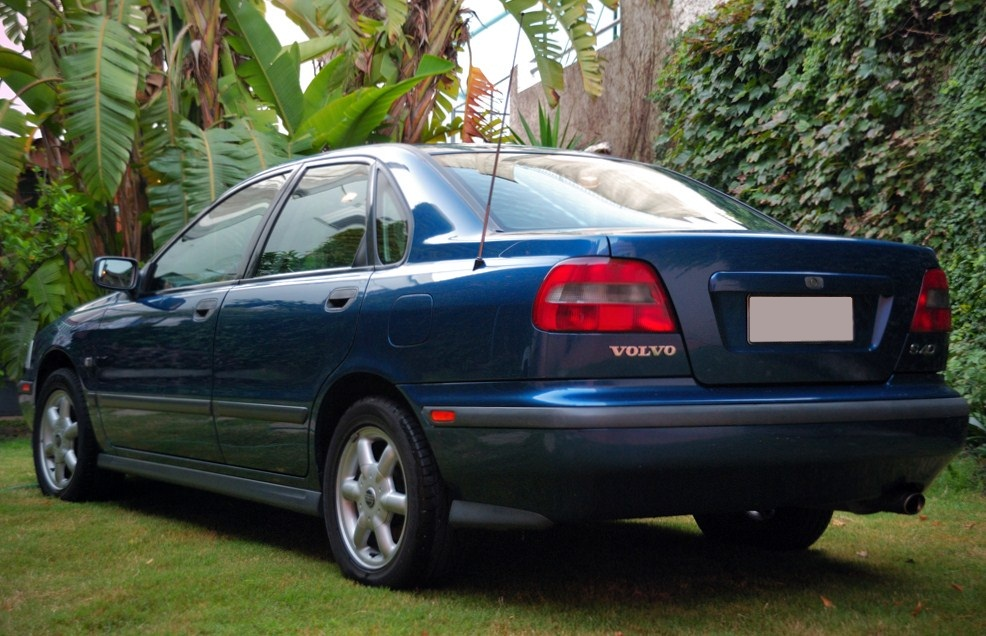
Heckansicht
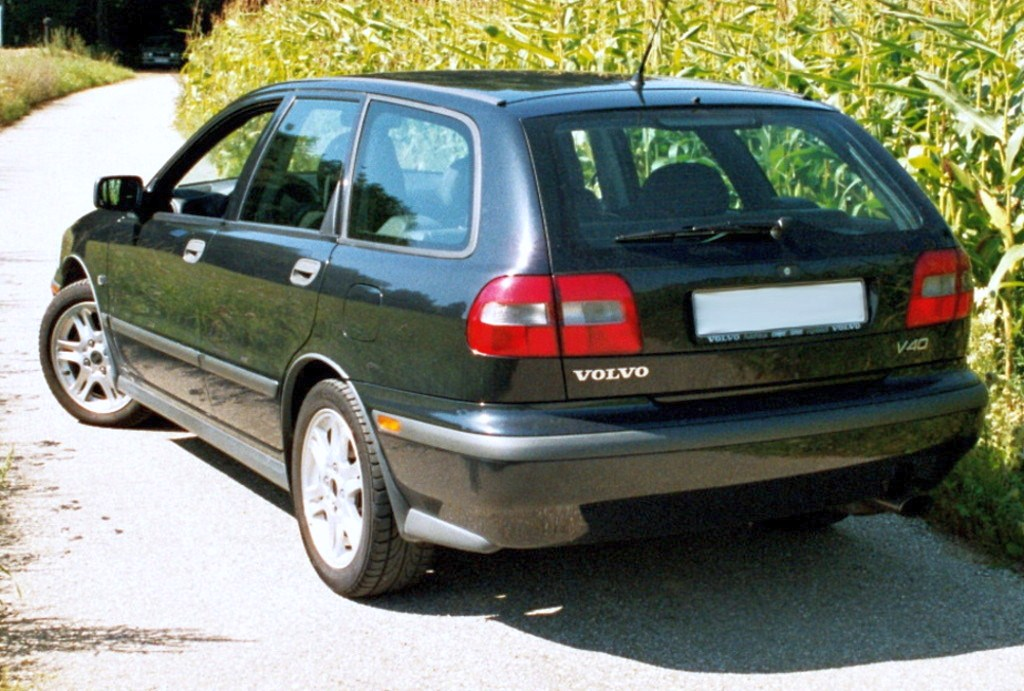
Volvo V40 (1996–2000)

### Modellpflege
Im Juli 2000 erhielten S40 und V40 ein umfangreiches Facelift. Die kleine Baureihe von Volvo erhielt überarbeitete Front- und Heckschürzen die nun runder ausfallen. Neben neuen Heckleuchten mit transparenten Blinkern wurden nun auch Klarglasscheinwerfer verbaut. Auch der Innenraum erhielt eine weitreichende Neugestaltung. Mit der Modellpflege wurde im S/V40 auch das Schleudertraumaschutzsystem WHIPS in die beiden Vordersitze integriert.

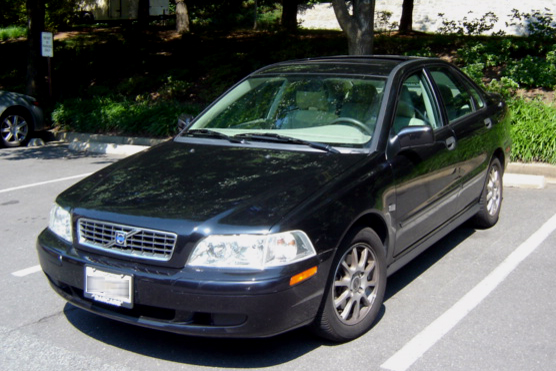
Volvo S40 (2000–2003)
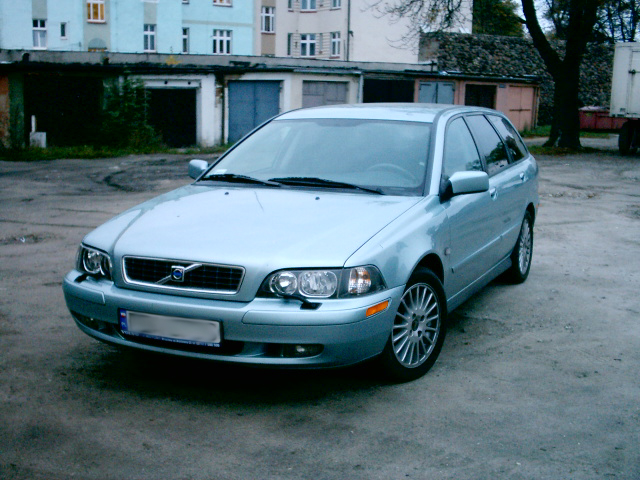
Volvo V40 (2000–2004)
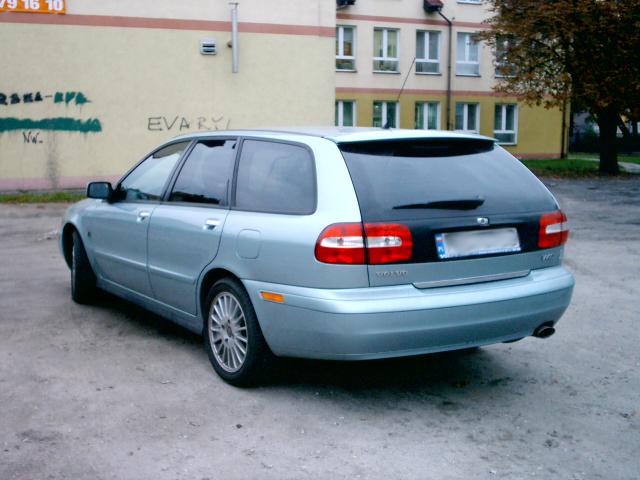
Volvo V40, Heckansicht

### Motorisierungen
Die 4-Zylinder-Motoren sind vorne quer eingebaut. Die Benzinmotoren wurden bei Volvo entwickelt und basieren auf der „Modular Engine“ Struktur. Sie ergänzten damit die Varianten der bekannten 6- und 5-Zylinder-Motoren um eine 4-Zylinder-Baureihe. Eine Ausnahme bildet hier der von Mitsubishi zugekaufte 1,8-l-GDI-Direkteinspritzer mit 92 kW (125 PS). Der Direkteinspritzer wurde neben dem 1.8 als 1.8i vermarktet und war nur mit Schaltgetriebe erhältlich.
Zur Markteinführung im Herbst 1995 standen zunächst die 1,8-l- und 2,0-l-Saugmotoren, sowie ein 1,9-l-Turbodiesel-Motor von Renault zur Verfügung. Im Mai 1997 wurde die Motorenpalette um zwei Turbomotoren erweitert. Als Spitzenmotorisierung wurde nun der T4 mit 1,9 l Hubraum und 147 kW (200 PS) angeboten. Um die Lücke zum 2,0-l-Saugmotor zu schließen, kam im gleichen Jahr der 2,0T-Softturbo mit 118kW (160 PS) auf den Markt.
| Modell   | Hubraum  | Zylinder | Leistung        | Bauzeit         | Bemerkung |
| Benziner |          |          |                 |                 |           |
| 1.6      | 1588 cm³ | R4       | 77 kW (105 PS)  | 09.1995–03.1999 |           |
| 1.8      | 1731 cm³ | R4       | 85 kW (116 PS)  | 07.1995–08.1999 |           |
| 1.8i     | 1834 cm³ | R4       | 92 kW (125 PS)  | 03.1998–07.2000 | GDI       |
| 2.0      | 1948 cm³ | R4       | 103 kW (140 PS) | 07.1996–08.1999 |           |
| 2.0 T    | 1948 cm³ | R4       | 118 kW (160 PS) | 10.1997–07.2000 |           |
| T4       | 1948 cm³ | R4       | 147 kW (200 PS) | 07.2000–06.2004 |           |
| Diesel   |          |          |                 |                 |           |
| 1.9 TD   | 1870 cm³ | R4       | 66 kW (90 PS)   | 07.1995–08.1999 |           |

Zur Modellpflege wurden auch die Motoren allmählich überarbeitet. Zu der Basis Dieselvariante kam ein etwas stärkerer 1,9-l-Motor in das Modellprogramm.
| Modell   | Hubraum  | Zylinder | Leistung        | Bauzeit         | Bemerkung |
| Benziner |          |          |                 |                 |           |
| 1.6      | 1587 cm³ | R4       | 80 kW (109 PS)  | 03.1999–06.2004 |           |
| 1.8      | 1783 cm³ | R4       | 90 kW (122 PS)  | 03.1999–06.2004 |           |
| 1.8i     | 1834 cm³ | R4       | 90 kW (122 PS)  | 06.2001–06.2004 | GDI       |
| 2.0      | 1948 cm³ | R4       | 100 kW (136 PS) | 08.1999–06.2004 |           |
| 2.0 T    | 1948 cm³ | R4       | 121 kW (165 PS) | 07.1999–06.2001 |           |
| 2.0 T    | 1948 cm³ | R4       | 120 kW (163 PS) | 06.2001–06.2004 |           |
| T4       | 1948 cm³ | R4       | 147 kW (200 PS) | 07.2000–06.2004 |           |
| Diesel   |          |          |                 |                 |           |
| 1.9 D    | 1870 cm³ | R4       | 70 kW (95 PS)   | 03.1999–07.2000 |           |
| 1.9 D    | 1870 cm³ | R4       | 75 kW (102 PS)  | 07.2000–06.2004 |           |
| 1.9 D    | 1870 cm³ | R4       | 85 kW (115 PS)  | 07.2000–06.2004 |           |

## Preise und Ausstattungslinien
Alle Preisangaben beziehen sich auf die Limousine S40 im Modelljahr 2002. Das Kombimodell V40 kostete jeweils 1000 EUR mehr. Ein Aisin-Automatikgetriebe war nur für die Otto-Motoren gegen einen Aufpreis von 1.600 EUR erhältlich.
Im Modelljahr 2002 wurden folgende Motorisierungen in Deutschland angeboten:
- 1,6 l Hubraum: Otto-Motor mit 80 kW (109 PS), ab 19.700 EUR
- 1,8 l Hubraum: Otto-Motor mit 90 kW (122 PS), ab 20.700 EUR
- 1,8 l Hubraum: Otto-Motor mit 92 kW (125 PS), ab 23.950 EUR (nur als Comfort oder Sport erhältlich; Typbezeichnung 1,8i)
- 2,0 l Hubraum: Otto-Motor mit 100 kW (136 PS), ab 22.100 EUR
- 2,0 l Hubraum: Turbo-Otto-Motor mit 120 kW (163 PS), ab 23.600 EUR
- 2,0 l Hubraum: Turbo-Otto-Motor mit 147 kW (200 PS), ab 28.070 EUR (nur als Sport erhältlich; Typbezeichnung T4)
- 1,9 l Hubraum: Turbo-Diesel-Motor mit 75 kW (102 PS), ab 21.100 EUR
- 1,9 l Hubraum: Turbo-Diesel-Motor mit 85 kW (115 PS), ab 22.100 EUR

Mit der Vereinheitlichung der Ausstattungslinien innerhalb der Volvo Car Group wurden auch für den V40 drei unterschiedliche Ausstattungspakete angeboten:
- Basis (ohne besondere Bezeichnung)
- Comfort: Aufpreis 1550 EUR im Modelljahr 2002 (zusätzlich: Bordcomputer, Chromapplikationen außen, Innenraumapplikationen in Dunkelgrau, Leichtmetallfelgen, Nebelscheinwerfer und Textilfußmatten, RDS-Radio mit Kassettenspieler)
- Sport: Aufpreis 1800 EUR im Modelljahr 2002 (zusätzlich: Bordcomputer, dunkel unterlegte Klarglasscheinwerfer, Innenraumapplikationen in pianoschwarz, Front- und Dachspoiler, Leichtmetallfelgen, Nebelscheinwerfer und Textilfußmatten, RDS-Radio mit Kassettenspieler)
- X-Sight: Aufpreis 1140 EUR im Modelljahr 2003 (zusätzlich: Xenon-Scheinwerfer mit Reinigungsanlage, 16"-Leichtmetallfelgen, 4×25-Watt-RDS-Radio mit Kassette sowie Subwoofer, Seitenschutzleisten und Stoßfänger in Wagenfarbe, Teillederpolsterung, Einlagen in Holz oder im Cyborg-Stil, Lenkrad und Schalthebel lederbezogen, Zentralverriegelung mit Fernbedienung und Deadlock)

Das letzte Modelljahr wurde als Classic Edition vertrieben und besaß zusätzlich zu den Ausstattungslinien eine aufgewertete Grundausstattung.

## Marktlage
In Deutschland fanden vor allem die V40-Kombimodelle Anklang.
Aufgrund ihres niedrigen Verbrauchs von etwa 5,4 l auf 100 km waren die ab Juli 2000 verbauten Diesel-Motorisierungen sehr gefragt; beide Motoren erfüllen die Abgasnorm Euro 3.